# Daunbailò
Daunbailò (Down by Law) è un film del 1986 diretto da Jim Jarmusch, interpretato da Tom Waits, John Lurie e Roberto Benigni.
È stato presentato in concorso al 39º Festival di Cannes. Il film è dedicato a Pascale Ogier e Enzo Ungari.

## Trama
Roberto, uno sprovveduto turista italiano in America, a causa di un omicidio involontario si ritrova in carcere a condividere la cella con due delinquenti: Zack, un disc jockey-truffatore e Jack, uno sfruttatore di prostitute.
Dopo l'iniziale diffidenza, riesce a conquistare la loro fiducia e insieme a essi evade dalla prigione.
I tre si perdono in un territorio paludoso, litigano per la fame e per la divergenza di idee, si separano, si riuniscono e infine giungono a una casa sperduta nella foresta.
L'italiano si innamora della proprietaria e decide di rimanere a vivere con lei come succede "in un libro per bambini". Gli altri due ripartono dopo una notte di riposo e al primo bivio che incontrano lungo la strada si separano.

## Distribuzione
Il film è uscito nelle sale cinematografiche statunitensi il 20 settembre 1986.

## Accoglienza

### Incassi
Il film ha incassato 1.435.668 dollari.

### Critica
Il film ha una valutazione positiva del 88% su Rotten Tomatoes sulla base di 32 recensioni.  Un critico nel New York Times l’ha definito "una favola di densità poetica", con "performance straordinarie" da parte dei tre attori principali, Roberto Benigni, Tom Waits e John Lurie.

## Premi e riconoscimenti
- 1988 -  Premi Robert
  - Miglior film straniero a Jim Jarmusch
- 1988 -  Premio Bodil
  - Miglior film non europeo a Jim Jarmusch
- 1987 -  Independent Spirit Awards
  - Nomination Miglior film a Alan Kleinberg
  - Nomination Miglior attore protagonista a Roberto Benigni
  - Nomination Miglior regista a Jim Jarmusch
  - Nomination Miglior fotografia a Robby Müller
- 1987 -  Nastro d'argento
  - Migliore attore protagonista a Roberto Benigni
- 1987 -  Premio Amanda
  - Miglior film straniero a Jim Jarmusch
- 1986 -  Festival di Cannes
  - Nomination Palma d'oro a Jim Jarmusch